# Tito Larriva

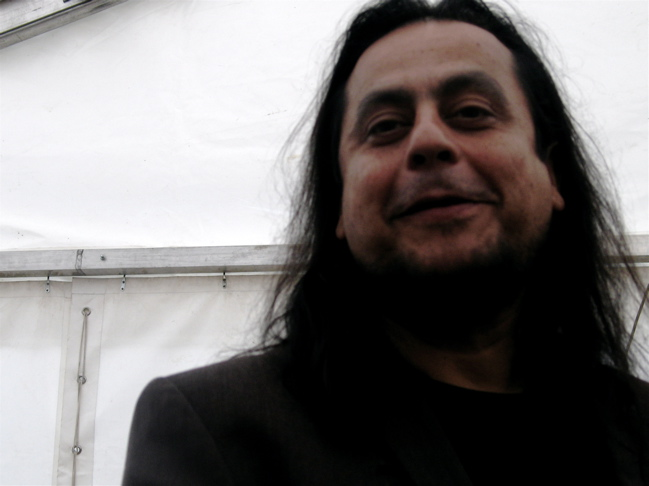
Tito Larriva 2006.

Humberto "Tito" Larriva, född Ciudad Juárez i Chihuahua i Mexiko och uppvuxen i Fairbanks, Alaska och El Paso i Texas i USA, är en amerikansk/mexikansk sångare, gitarrist och skådespelare. 
Larriva är gitarrist och sångare i bandet Tito & Tarantula. Som skådespelare har han bland annat medverkat i filmerna Born in East L.A., Road House, Boys on the Side, Desperado, From Dusk Till Dawn och Once Upon a Time in Mexico. Han jobbar mycket med sin vän Robert Rodriguez och hade också en cameoroll i Rodriguez Machete-trailer i Grindhouse.